# NGC 4359
NGC 4359 é uma galáxia espiral barrada (SBc) localizada na direcção da constelação de Coma Berenices. Possui uma declinação de +31° 31' 17" e uma ascensão recta de 12 horas, 24 minutos e 11,4 segundos.
A galáxia NGC 4359 foi descoberta em 20 de Março de 1787 por William Herschel.